# DFB-Pokal 2010/11
Het seizoen 2010/11 van de DFB-Pokal (mannen, voetbal) begon op 13 augustus 2010 en eindigde op 21 mei 2011 met de finale in het Olympiastadion. Titelverdediger was Bayern München, dat Werder Bremen met 4-0 versloeg in de finale.

## Deelname
In totaal 64 clubs waren gerechtigd deel te nemen aan deze 68e editie van dit voetbalbekertoernooi (inclusief de Tschammer-beker). Dit waren de 18 Bundesliga-clubs, de 18 clubs van de 2. Bundesliga, De eerste vier clubs van de 3. Liga, de 21 bekerwinnaars van de Landesverbände en de drie bekerfinalisten van Beieren, Neder-Saksen en Westfalen van het seizoen 2009/10.

## Eerste ronde
De loting vond plaats op 5 juni 2010. De wedstrijden werden gespeeld van 13 tot en met 16 augustus.
|                        |                  |                                                   |                     |                                                                                                 |
| 13 augustus 2010 19:00 | SV Wilhelmshaven | 0–4                                               | Eintracht Frankfurt | Stadion: Jadestadion, Wilhelmshaven Toeschouwers: 6.485 Scheidsrechter: Florian Steuer (Menden) |
| 13 augustus 2010 19:00 |                  | 21' Amanatidis 38' Tzavelas 59' Ochs 89' Altıntop |                     | Stadion: Jadestadion, Wilhelmshaven Toeschouwers: 6.485 Scheidsrechter: Florian Steuer (Menden) |
| 13 augustus 2010 19:00 |                  |                                                   |                     | Stadion: Jadestadion, Wilhelmshaven Toeschouwers: 6.485 Scheidsrechter: Florian Steuer (Menden) |
| 13 augustus 2010 19:00 |                  |                                                   |                     | Stadion: Jadestadion, Wilhelmshaven Toeschouwers: 6.485 Scheidsrechter: Florian Steuer (Menden) |
|                        |                  |                                                   |                     |                                                                                                 |

|                        |                        |     |               | |
| 13 augustus 2010 19:00 | FC Ingolstadt 04       | 2–0 | Karlsruher SC | Stadion: Audi Sportpark, Ingolstadt Toeschouwers: 6.600 Scheidsrechter: Tobias Christ (Kaiserslautern) |
| 13 augustus 2010 19:00 | Leitl 25' Hartmann 72' |     |               | Stadion: Audi Sportpark, Ingolstadt Toeschouwers: 6.600 Scheidsrechter: Tobias Christ (Kaiserslautern) |
| 13 augustus 2010 19:00 |                        |     |               | Stadion: Audi Sportpark, Ingolstadt Toeschouwers: 6.600 Scheidsrechter: Tobias Christ (Kaiserslautern) |
| 13 augustus 2010 19:00 |                        |     |               | Stadion: Audi Sportpark, Ingolstadt Toeschouwers: 6.600 Scheidsrechter: Tobias Christ (Kaiserslautern) |
|                        |                        |     |               | |

|                        |            |                                       |              |                                                                                            |
| 13 augustus 2010 19:00 | VfB Lübeck | 0–2                                   | MSV Duisburg | Stadion: Lohmühle, Lübeck Toeschouwers: 5.500 Scheidsrechter: Frank Willenborg (Osnabrück) |
| 13 augustus 2010 19:00 |            | 51' (e.d.) Marheineke 90+3' Schäffler |              | Stadion: Lohmühle, Lübeck Toeschouwers: 5.500 Scheidsrechter: Frank Willenborg (Osnabrück) |
| 13 augustus 2010 19:00 |            |                                       |              | Stadion: Lohmühle, Lübeck Toeschouwers: 5.500 Scheidsrechter: Frank Willenborg (Osnabrück) |
| 13 augustus 2010 19:00 |            |                                       |              | Stadion: Lohmühle, Lübeck Toeschouwers: 5.500 Scheidsrechter: Frank Willenborg (Osnabrück) |
|                        |            |                                       |              |                                                                                            |

|                        |                             |     |                 | |
| 13 augustus 2010 19:00 | FSV Frankfurt               | 2–0 | SC Paderborn 07 | Stadion: Frankfurter Volksbank Stadion, Frankfurt Toeschouwers: 3.048 Scheidsrechter: Christian Schößling (Leipzig) |
| 13 augustus 2010 19:00 | Tosunoğlu 57' S. Müller 83' |     |                 | Stadion: Frankfurter Volksbank Stadion, Frankfurt Toeschouwers: 3.048 Scheidsrechter: Christian Schößling (Leipzig) |
| 13 augustus 2010 19:00 |                             |     |                 | Stadion: Frankfurter Volksbank Stadion, Frankfurt Toeschouwers: 3.048 Scheidsrechter: Christian Schößling (Leipzig) |
| 13 augustus 2010 19:00 |                             |     |                 | Stadion: Frankfurter Volksbank Stadion, Frankfurt Toeschouwers: 3.048 Scheidsrechter: Christian Schößling (Leipzig) |
|                        |                             |     |                 | |

|                        |                           |                     |                               |                                                                                                  |
| 13 augustus 2010 19:00 | VfL Osnabrück             | 2–3 (na verlenging) | 1. FC Kaiserslautern          | Stadion: Osnatel-Arena, Osnabrück Toeschouwers: 15.500 Scheidsrechter: Thorsten Kinhöfer (Herne) |
| 13 augustus 2010 19:00 | Tyrala 20' Lindemann 115' |                     | 90+3' Lakić 106', 111' Hoffer | Stadion: Osnatel-Arena, Osnabrück Toeschouwers: 15.500 Scheidsrechter: Thorsten Kinhöfer (Herne) |
| 13 augustus 2010 19:00 |                           |                     |                               | Stadion: Osnatel-Arena, Osnabrück Toeschouwers: 15.500 Scheidsrechter: Thorsten Kinhöfer (Herne) |
| 13 augustus 2010 19:00 |                           |                     |                               | Stadion: Osnatel-Arena, Osnabrück Toeschouwers: 15.500 Scheidsrechter: Thorsten Kinhöfer (Herne) |
|                        |                           |                     |                               |                                                                                                  |

|                        |                                                  |                              |                                           |                                                                                            |
| 13 augustus 2010 19:00 | Jahn Regensburg                                  | 1–1 (na verlenging) 5–6 pen. | Arminia Bielefeld                         | Stadion: Jahnstadion, Regensburg Toeschouwers: 8.000 Scheidsrechter: Robert Kampka (Mainz) |
| 13 augustus 2010 19:00 | Bollmann 60' (e.d.)                              |                              | 31' Abelski                               | Stadion: Jahnstadion, Regensburg Toeschouwers: 8.000 Scheidsrechter: Robert Kampka (Mainz) |
| 13 augustus 2010 19:00 | Strafschoppen                                    |                              |                                           | Stadion: Jahnstadion, Regensburg Toeschouwers: 8.000 Scheidsrechter: Robert Kampka (Mainz) |
| 13 augustus 2010 19:00 | Jarosch Formento Haller Zellner Schlauderer Buch |                              | Kerr Bölstler Bollmann Kauf Guela Schuler | Stadion: Jahnstadion, Regensburg Toeschouwers: 8.000 Scheidsrechter: Robert Kampka (Mainz) |
|                        |                                                  |                              |                                           |                                                                                            |

|                        |              |      | | |
| 14 augustus 2010 15:30 | FK Pirmasens | 1–11 | Bayer 04 Leverkusen                                                                                  | Stadion: Sportpark Husterhöhe, Pirmasens Toeschouwers: 9.000 Scheidsrechter: Tobias Stieler (Oberhausen) |
| 14 augustus 2010 15:30 | Reich 70'    |      | 36' 61' Kießling 46' 58' 64' Helmes 62' Renato Augusto 67' 88' Sam 84' 90' Derdiyok 87' (pen.) Vidal | Stadion: Sportpark Husterhöhe, Pirmasens Toeschouwers: 9.000 Scheidsrechter: Tobias Stieler (Oberhausen) |
| 14 augustus 2010 15:30 |              |      | | Stadion: Sportpark Husterhöhe, Pirmasens Toeschouwers: 9.000 Scheidsrechter: Tobias Stieler (Oberhausen) |
| 14 augustus 2010 15:30 |              |      | | Stadion: Sportpark Husterhöhe, Pirmasens Toeschouwers: 9.000 Scheidsrechter: Tobias Stieler (Oberhausen) |
|                        |              |      | | |

|                        |                   |                                       |                   |                                                                                           |
| 14 augustus 2010 15:30 | Wacker Burghausen | 0–3                                   | Borussia Dortmund | Stadion: Wacker Arena, Burghausen Toeschouwers: 10.000 Scheidsrechter: Marco Fritz (Korb) |
| 14 augustus 2010 15:30 |                   | 5' Barrios 14' Subotić 48' Großkreutz |                   | Stadion: Wacker Arena, Burghausen Toeschouwers: 10.000 Scheidsrechter: Marco Fritz (Korb) |
| 14 augustus 2010 15:30 |                   |                                       |                   | Stadion: Wacker Arena, Burghausen Toeschouwers: 10.000 Scheidsrechter: Marco Fritz (Korb) |
| 14 augustus 2010 15:30 |                   |                                       |                   | Stadion: Wacker Arena, Burghausen Toeschouwers: 10.000 Scheidsrechter: Marco Fritz (Korb) |
|                        |                   |                                       |                   |                                                                                           |

|                        |                  |     |                | |
| 14 augustus 2010 15:30 | SV Babelsberg 03 | 1–2 | VfB Stuttgart  | Stadion: Karl-Liebknecht-Stadion, Potsdam Toeschouwers: 7.500 Scheidsrechter: Norbert Grudzinski (Hamburg) |
| 14 augustus 2010 15:30 | Stroh-Engel 4'   |     | 21', 25' Cacau | Stadion: Karl-Liebknecht-Stadion, Potsdam Toeschouwers: 7.500 Scheidsrechter: Norbert Grudzinski (Hamburg) |
| 14 augustus 2010 15:30 |                  |     |                | Stadion: Karl-Liebknecht-Stadion, Potsdam Toeschouwers: 7.500 Scheidsrechter: Norbert Grudzinski (Hamburg) |
| 14 augustus 2010 15:30 |                  |     |                | Stadion: Karl-Liebknecht-Stadion, Potsdam Toeschouwers: 7.500 Scheidsrechter: Norbert Grudzinski (Hamburg) |
|                        |                  |     |                | |

|                        |                |           |             | |
| 14 augustus 2010 15:30 | FC Oberneuland | 0–1       | SC Freiburg | Stadion: Sportpark Vinnenweg, Bremen Toeschouwers: 1.500 Scheidsrechter: Bibiana Steinhaus (Hannover) |
| 14 augustus 2010 15:30 |                | 13' Cissé |             | Stadion: Sportpark Vinnenweg, Bremen Toeschouwers: 1.500 Scheidsrechter: Bibiana Steinhaus (Hannover) |
| 14 augustus 2010 15:30 |                |           |             | Stadion: Sportpark Vinnenweg, Bremen Toeschouwers: 1.500 Scheidsrechter: Bibiana Steinhaus (Hannover) |
| 14 augustus 2010 15:30 |                |           |             | Stadion: Sportpark Vinnenweg, Bremen Toeschouwers: 1.500 Scheidsrechter: Bibiana Steinhaus (Hannover) |
|                        |                |           |             | |

|                        |                |                      |            |                                                                                            |
| 14 augustus 2010 15:30 | SC Pfullendorf | 0–2                  | Hertha BSC | Stadion: ALNO-Arena, Pfullendorf Toeschouwers: 5.100 Scheidsrechter: Felix Brych (München) |
| 14 augustus 2010 15:30 |                | 61' Ramos 74' Friend |            | Stadion: ALNO-Arena, Pfullendorf Toeschouwers: 5.100 Scheidsrechter: Felix Brych (München) |
| 14 augustus 2010 15:30 |                |                      |            | Stadion: ALNO-Arena, Pfullendorf Toeschouwers: 5.100 Scheidsrechter: Felix Brych (München) |
| 14 augustus 2010 15:30 |                |                      |            | Stadion: ALNO-Arena, Pfullendorf Toeschouwers: 5.100 Scheidsrechter: Felix Brych (München) |
|                        |                |                      |            |                                                                                            |

|                        |                |                                                     |                  |                                                                                           |
| 14 augustus 2010 15:30 | Rot-Weiß Ahlen | 0–4                                                 | SV Werder Bremen | Stadion: Wersestadion, Ahlen Toeschouwers: 9.120 Scheidsrechter: Markus Wingenbach (Diez) |
| 14 augustus 2010 15:30 |                | 28' Pizarro 63' Hugo Almeida 68' Borowski 82' Marin |                  | Stadion: Wersestadion, Ahlen Toeschouwers: 9.120 Scheidsrechter: Markus Wingenbach (Diez) |
| 14 augustus 2010 15:30 |                |                                                     |                  | Stadion: Wersestadion, Ahlen Toeschouwers: 9.120 Scheidsrechter: Markus Wingenbach (Diez) |
| 14 augustus 2010 15:30 |                |                                                     |                  | Stadion: Wersestadion, Ahlen Toeschouwers: 9.120 Scheidsrechter: Markus Wingenbach (Diez) |
|                        |                |                                                     |                  |                                                                                           |

|                        |            |     |                  | |
| 14 augustus 2010 15:30 | SC Verl    | 1–2 | TSV 1860 München | Stadion: Stadion an der Poststraße, Verl Toeschouwers: 2,.00 Scheidsrechter: Sascha Thielert (Buchholz) |
| 14 augustus 2010 15:30 | Bertels 8' |     | 69' 73' Aigner   | Stadion: Stadion an der Poststraße, Verl Toeschouwers: 2,.00 Scheidsrechter: Sascha Thielert (Buchholz) |
| 14 augustus 2010 15:30 |            |     |                  | Stadion: Stadion an der Poststraße, Verl Toeschouwers: 2,.00 Scheidsrechter: Sascha Thielert (Buchholz) |
| 14 augustus 2010 15:30 |            |     |                  | Stadion: Stadion an der Poststraße, Verl Toeschouwers: 2,.00 Scheidsrechter: Sascha Thielert (Buchholz) |
|                        |            |     |                  | |

|                        |               |                                   |                     |                                                                                            |
| 14 augustus 2010 15:30 | Hansa Rostock | 0–4                               | TSG 1899 Hoffenheim | Stadion: DKB-Arena, Rostock Toeschouwers: 13.000 Scheidsrechter: Patrick Ittrich (Hamburg) |
| 14 augustus 2010 15:30 |               | 14' Ba 18' 32' Ibišević 28' Mlapa |                     | Stadion: DKB-Arena, Rostock Toeschouwers: 13.000 Scheidsrechter: Patrick Ittrich (Hamburg) |
| 14 augustus 2010 15:30 |               |                                   |                     | Stadion: DKB-Arena, Rostock Toeschouwers: 13.000 Scheidsrechter: Patrick Ittrich (Hamburg) |
| 14 augustus 2010 15:30 |               |                                   |                     | Stadion: DKB-Arena, Rostock Toeschouwers: 13.000 Scheidsrechter: Patrick Ittrich (Hamburg) |
|                        |               |                                   |                     |                                                                                            |

|                        |               |     |              | |
| 14 augustus 2010 15:30 | Chemnitzer FC | 1–0 | FC St. Pauli | Stadion: Stadion an der Gellertstraße, Chemnitz Toeschouwers: 10.000 Scheidsrechter: Felix Zwayer (Berlijn) |
| 14 augustus 2010 15:30 | Richter 5'    |     |              | Stadion: Stadion an der Gellertstraße, Chemnitz Toeschouwers: 10.000 Scheidsrechter: Felix Zwayer (Berlijn) |
| 14 augustus 2010 15:30 |               |     |              | Stadion: Stadion an der Gellertstraße, Chemnitz Toeschouwers: 10.000 Scheidsrechter: Felix Zwayer (Berlijn) |
| 14 augustus 2010 15:30 |               |     |              | Stadion: Stadion an der Gellertstraße, Chemnitz Toeschouwers: 10.000 Scheidsrechter: Felix Zwayer (Berlijn) |
|                        |               |     |              | |

|                        |                                                    |                              |                                                  |                                                                                               |
| 14 augustus 2010 19:30 | SV Sandhausen                                      | 4–4 (na verlenging) 1–3 pen. | FC Augsburg                                      | Stadion: Carl-Benz-Stadion, Mannheim Toeschouwers: 4.500 Scheidsrechter: Marc Seemann (Essen) |
| 14 augustus 2010 19:30 | Danneberg 20' Ulm 34' Pinto 51' (pen.) Ristić 119' |                              | 14' Oehrl 79' Kapllani 90+2' (pen.), 112' Rafael | Stadion: Carl-Benz-Stadion, Mannheim Toeschouwers: 4.500 Scheidsrechter: Marc Seemann (Essen) |
| 14 augustus 2010 19:30 | Strafschoppen                                      |                              |                                                  | Stadion: Carl-Benz-Stadion, Mannheim Toeschouwers: 4.500 Scheidsrechter: Marc Seemann (Essen) |
| 14 augustus 2010 19:30 | Ristić Pischorn Danneberg Ulm                      |                              | Kapllani Sinkiewicz Oehrl Rafael                 | Stadion: Carl-Benz-Stadion, Mannheim Toeschouwers: 4.500 Scheidsrechter: Marc Seemann (Essen) |
|                        |                                                    |                              |                                                  |                                                                                               |

|                        |                                     |                              |                                       | |
| 14 augustus 2010 19:30 | SV Elversberg                       | 0–0 (na verlenging) 5–4 pen. | Hannover 96                           | Stadion: Waldstadion an der Kaiserlinde, Spiesen-Elversberg Toeschouwers: 3.500 Scheidsrechter: Tobias Welz (Wiesbaden) |
| 14 augustus 2010 19:30 |                                     |                              |                                       | Stadion: Waldstadion an der Kaiserlinde, Spiesen-Elversberg Toeschouwers: 3.500 Scheidsrechter: Tobias Welz (Wiesbaden) |
| 14 augustus 2010 19:30 | Strafschoppen                       |                              |                                       | Stadion: Waldstadion an der Kaiserlinde, Spiesen-Elversberg Toeschouwers: 3.500 Scheidsrechter: Tobias Welz (Wiesbaden) |
| 14 augustus 2010 19:30 | Kozarac El Idrissi Reiß Güral Zerić |                              | Stindl Forssell Ya Konan Schulz Pinto | Stadion: Waldstadion an der Kaiserlinde, Spiesen-Elversberg Toeschouwers: 3.500 Scheidsrechter: Tobias Welz (Wiesbaden) |
|                        |                                     |                              |                                       | |

|                        |                        |                     |                      | |
| 14 augustus 2010 19:30 | Eintracht Braunschweig | 1–2 (na verlenging) | SpVgg Greuther Fürth | Stadion: Eintracht-Stadion, Braunschweig Toeschouwers: 20.000 Scheidsrechter: Christian Fischer (Hemer) |
| 14 augustus 2010 19:30 | Fetsch 106'            |                     | 91' Nehrig 119' Haas | Stadion: Eintracht-Stadion, Braunschweig Toeschouwers: 20.000 Scheidsrechter: Christian Fischer (Hemer) |
| 14 augustus 2010 19:30 |                        |                     |                      | Stadion: Eintracht-Stadion, Braunschweig Toeschouwers: 20.000 Scheidsrechter: Christian Fischer (Hemer) |
| 14 augustus 2010 19:30 |                        |                     |                      | Stadion: Eintracht-Stadion, Braunschweig Toeschouwers: 20.000 Scheidsrechter: Christian Fischer (Hemer) |
|                        |                        |                     |                      | |

|                        |                   |     |                                   |                                                                                                 |
| 14 augustus 2010 19:30 | FC Erzgebirge Aue | 1–3 | Borussia Mönchengladbach          | Stadion: Erzgebirgsstadion, Aue Toeschouwers: 15.000 Scheidsrechter: Deniz Aytekin (Oberasbach) |
| 14 augustus 2010 19:30 | Hochscheidt 47'   |     | 38' Bradley 64' Idrissou 87' Reus | Stadion: Erzgebirgsstadion, Aue Toeschouwers: 15.000 Scheidsrechter: Deniz Aytekin (Oberasbach) |
| 14 augustus 2010 19:30 |                   |     |                                   | Stadion: Erzgebirgsstadion, Aue Toeschouwers: 15.000 Scheidsrechter: Deniz Aytekin (Oberasbach) |
| 14 augustus 2010 19:30 |                   |     |                                   | Stadion: Erzgebirgsstadion, Aue Toeschouwers: 15.000 Scheidsrechter: Deniz Aytekin (Oberasbach) |
|                        |                   |     |                                   |                                                                                                 |

|                        |                    |     |                       |                                                                                                 |
| 15 augustus 2010 14:30 | Schwarz-Weiß Essen | 1–2 | Alemannia Aachen      | Stadion: Uhlenkrugstadion, Essen Toeschouwers: 7.000 Scheidsrechter: Thorsten Schriever (Dorum) |
| 15 augustus 2010 14:30 | Westerhoff 81'     |     | 25' Höger 41' Junglas | Stadion: Uhlenkrugstadion, Essen Toeschouwers: 7.000 Scheidsrechter: Thorsten Schriever (Dorum) |
| 15 augustus 2010 14:30 |                    |     |                       | Stadion: Uhlenkrugstadion, Essen Toeschouwers: 7.000 Scheidsrechter: Thorsten Schriever (Dorum) |
| 15 augustus 2010 14:30 |                    |     |                       | Stadion: Uhlenkrugstadion, Essen Toeschouwers: 7.000 Scheidsrechter: Thorsten Schriever (Dorum) |
|                        |                    |     |                       |                                                                                                 |

|                        |             |     |                    | |
| 15 augustus 2010 14:30 | TuS Koblenz | 1–0 | Fortuna Düsseldorf | Stadion: Stadion Oberwerth, Koblenz Toeschouwers: 9.065 Scheidsrechter: Markus Schmidt (Stuttgart) |
| 15 augustus 2010 14:30 | Rahn 83'    |     |                    | Stadion: Stadion Oberwerth, Koblenz Toeschouwers: 9.065 Scheidsrechter: Markus Schmidt (Stuttgart) |
| 15 augustus 2010 14:30 |             |     |                    | Stadion: Stadion Oberwerth, Koblenz Toeschouwers: 9.065 Scheidsrechter: Markus Schmidt (Stuttgart) |
| 15 augustus 2010 14:30 |             |     |                    | Stadion: Stadion Oberwerth, Koblenz Toeschouwers: 9.065 Scheidsrechter: Markus Schmidt (Stuttgart) |
|                        |             |     |                    | |

|                        |                     |     |                     | |
| 15 augustus 2010 14:30 | SC Victoria Hamburg | 1–0 | Rot-Weiß Oberhausen | Stadion: Victoria-Stadion Hoheluft, Hamburg Toeschouwers: 1.600 Scheidsrechter: Bastian Dankert (Rostock) |
| 15 augustus 2010 14:30 | Rahn 29'            |     |                     | Stadion: Victoria-Stadion Hoheluft, Hamburg Toeschouwers: 1.600 Scheidsrechter: Bastian Dankert (Rostock) |
| 15 augustus 2010 14:30 |                     |     |                     | Stadion: Victoria-Stadion Hoheluft, Hamburg Toeschouwers: 1.600 Scheidsrechter: Bastian Dankert (Rostock) |
| 15 augustus 2010 14:30 |                     |     |                     | Stadion: Victoria-Stadion Hoheluft, Hamburg Toeschouwers: 1.600 Scheidsrechter: Bastian Dankert (Rostock) |
|                        |                     |     |                     | |

|                        |                |                         |            |                                                                                                 |
| 15 augustus 2010 14:30 | ZFC Meuselwitz | 0–2                     | 1. FC Köln | Stadion: Bluechip-Arena, Meuselwitz Toeschouwers: 9.018 Scheidsrechter: Georg Schalk (Augsburg) |
| 15 augustus 2010 14:30 |                | 6' Yalcin 45' Novaković |            | Stadion: Bluechip-Arena, Meuselwitz Toeschouwers: 9.018 Scheidsrechter: Georg Schalk (Augsburg) |
| 15 augustus 2010 14:30 |                |                         |            | Stadion: Bluechip-Arena, Meuselwitz Toeschouwers: 9.018 Scheidsrechter: Georg Schalk (Augsburg) |
| 15 augustus 2010 14:30 |                |                         |            | Stadion: Bluechip-Arena, Meuselwitz Toeschouwers: 9.018 Scheidsrechter: Georg Schalk (Augsburg) |
|                        |                |                         |            |                                                                                                 |

|                        |                     |     |                            |                                                                                                  |
| 15 augustus 2010 14:30 | TuS Heeslingen      | 1–2 | FC Energie Cottbus         | Stadion: Waldstadion, Heeslingen Toeschouwers: 5,.000 Scheidsrechter: Thomas Metzen (Mechernich) |
| 15 augustus 2010 14:30 | Mickelat 60' (pen.) |     | 33' (pen.) Kruska 45' Radu | Stadion: Waldstadion, Heeslingen Toeschouwers: 5,.000 Scheidsrechter: Thomas Metzen (Mechernich) |
| 15 augustus 2010 14:30 |                     |     |                            | Stadion: Waldstadion, Heeslingen Toeschouwers: 5,.000 Scheidsrechter: Thomas Metzen (Mechernich) |
| 15 augustus 2010 14:30 |                     |     |                            | Stadion: Waldstadion, Heeslingen Toeschouwers: 5,.000 Scheidsrechter: Thomas Metzen (Mechernich) |
|                        |                     |     |                            |                                                                                                  |

|                        |                 |                       |                |                                                                                          |
| 15 augustus 2010 16:00 | Eintracht Trier | 0–2                   | 1. FC Nürnberg | Stadion: Moselstadion, Trier Toeschouwers: 5.200 Scheidsrechter: Guido Winkmann (Kerken) |
| 15 augustus 2010 16:00 |                 | 15' Bunjaku 89' Ekici |                | Stadion: Moselstadion, Trier Toeschouwers: 5.200 Scheidsrechter: Guido Winkmann (Kerken) |
| 15 augustus 2010 16:00 |                 |                       |                | Stadion: Moselstadion, Trier Toeschouwers: 5.200 Scheidsrechter: Guido Winkmann (Kerken) |
| 15 augustus 2010 16:00 |                 |                       |                | Stadion: Moselstadion, Trier Toeschouwers: 5.200 Scheidsrechter: Guido Winkmann (Kerken) |
|                        |                 |                       |                |                                                                                          |

|                        |                |     |                 |                                                                                            |
| 15 augustus 2010 16:00 | Berliner AK 07 | 1–2 | 1. FSV Mainz 05 | Stadion: Poststadion, Berlijn Toeschouwers: 1.120 Scheidsrechter: Florian Meyer (Burgdorf) |
| 15 augustus 2010 16:00 | Keser 83'      |     | 38' 70' Holtby  | Stadion: Poststadion, Berlijn Toeschouwers: 1.120 Scheidsrechter: Florian Meyer (Burgdorf) |
| 15 augustus 2010 16:00 |                |     |                 | Stadion: Poststadion, Berlijn Toeschouwers: 1.120 Scheidsrechter: Florian Meyer (Burgdorf) |
| 15 augustus 2010 16:00 |                |     |                 | Stadion: Poststadion, Berlijn Toeschouwers: 1.120 Scheidsrechter: Florian Meyer (Burgdorf) |
|                        |                |     |                 |                                                                                            |

|                        |               |     |                    |                                                                                             |
| 15 augustus 2010 17:30 | Hallescher FC | 1–0 | 1. FC Union Berlin | Stadion: Red Bull Arena, Leipzig Toeschouwers: 9,020 Scheidsrechter: Peter Sippel (München) |
| 15 augustus 2010 17:30 | Klippel 39'   |     |                    | Stadion: Red Bull Arena, Leipzig Toeschouwers: 9,020 Scheidsrechter: Peter Sippel (München) |
| 15 augustus 2010 17:30 |               |     |                    | Stadion: Red Bull Arena, Leipzig Toeschouwers: 9,020 Scheidsrechter: Peter Sippel (München) |
| 15 augustus 2010 17:30 |               |     |                    | Stadion: Red Bull Arena, Leipzig Toeschouwers: 9,020 Scheidsrechter: Peter Sippel (München) |
|                        |               |     |                    |                                                                                             |

|                      |                     |     |                                                      |                                                                                              |
| 15 August 2010 17:30 | Torgelower SV Greif | 1–5 | Hamburger SV                                         | Stadion: Gießerei-Arena, Torgelow Toeschouwers: 8.000 Scheidsrechter: Manuel Gräfe (Berlijn) |
| 15 August 2010 17:30 | Pankau 43'          |     | 34' 65' 67' Van Nistelrooij 53' Guerrero 81' Jarolim | Stadion: Gießerei-Arena, Torgelow Toeschouwers: 8.000 Scheidsrechter: Manuel Gräfe (Berlijn) |
| 15 August 2010 17:30 |                     |     |                                                      | Stadion: Gießerei-Arena, Torgelow Toeschouwers: 8.000 Scheidsrechter: Manuel Gräfe (Berlijn) |
| 15 August 2010 17:30 |                     |     |                                                      | Stadion: Gießerei-Arena, Torgelow Toeschouwers: 8.000 Scheidsrechter: Manuel Gräfe (Berlijn) |
|                      |                     |     |                                                      |                                                                                              |

|                        |                  |     |                        |                                                                                                 |
| 15 augustus 2010 17:30 | Preußen Münster  | 1–2 | VfL Wolfsburg          | Stadion: Preußen-Stadion, Münster Toeschouwers: 15.050 Scheidsrechter: Peter Gagelmann (Bremen) |
| 15 augustus 2010 17:30 | Džeko 86' (e.d.) |     | 80' Cicero Grafite 88' | Stadion: Preußen-Stadion, Münster Toeschouwers: 15.050 Scheidsrechter: Peter Gagelmann (Bremen) |
| 15 augustus 2010 17:30 |                  |     |                        | Stadion: Preußen-Stadion, Münster Toeschouwers: 15.050 Scheidsrechter: Peter Gagelmann (Bremen) |
| 15 augustus 2010 17:30 |                  |     |                        | Stadion: Preußen-Stadion, Münster Toeschouwers: 15.050 Scheidsrechter: Peter Gagelmann (Bremen) |
|                        |                  |     |                        |                                                                                                 |

|                        |                                  |     |            | |
| 15 augustus 2010 17:30 | Kickers Offenbach                | 3–0 | VfL Bochum | Stadion: Stadion am Bieberer Berg, Offenbach Toeschouwers: 12.026 Scheidsrechter: Robert Hartmann (Krugzell) |
| 15 augustus 2010 17:30 | Feldhahn 34' Haas 45' Berger 83' |     |            | Stadion: Stadion am Bieberer Berg, Offenbach Toeschouwers: 12.026 Scheidsrechter: Robert Hartmann (Krugzell) |
| 15 augustus 2010 17:30 |                                  |     |            | Stadion: Stadion am Bieberer Berg, Offenbach Toeschouwers: 12.026 Scheidsrechter: Robert Hartmann (Krugzell) |
| 15 augustus 2010 17:30 |                                  |     |            | Stadion: Stadion am Bieberer Berg, Offenbach Toeschouwers: 12.026 Scheidsrechter: Robert Hartmann (Krugzell) |
|                        |                                  |     |            | |

|                        |                  |                                            |                | |
| 16 augustus 2010 18:00 | Germania Windeck | 0–4                                        | Bayern München | Stadion: RheinEnergieStadion, Keulen Toeschouwers: 41.100 Scheidsrechter: Christian Dingert (Thallichtenberg) |
| 16 augustus 2010 18:00 |                  | 44' Klose 45+1' Ribéry 84' Kroos 85' Gómez |                | Stadion: RheinEnergieStadion, Keulen Toeschouwers: 41.100 Scheidsrechter: Christian Dingert (Thallichtenberg) |
| 16 augustus 2010 18:00 |                  |                                            |                | Stadion: RheinEnergieStadion, Keulen Toeschouwers: 41.100 Scheidsrechter: Christian Dingert (Thallichtenberg) |
| 16 augustus 2010 18:00 |                  |                                            |                | Stadion: RheinEnergieStadion, Keulen Toeschouwers: 41.100 Scheidsrechter: Christian Dingert (Thallichtenberg) |
|                        |                  |                                            |                | |

|                        |                  |     |                |                                                                                              |
| 16 augustus 2010 20:30 | VfR Aalen        | 1–2 | FC Schalke 04  | Stadion: Scholz-Arena, Aalen Toeschouwers: 13.500 Scheidsrechter: Deniz Aytekin (Oberasbach) |
| 16 augustus 2010 20:30 | Bauer 82' (pen.) |     | 42' 46' Farfán | Stadion: Scholz-Arena, Aalen Toeschouwers: 13.500 Scheidsrechter: Deniz Aytekin (Oberasbach) |
| 16 augustus 2010 20:30 |                  |     |                | Stadion: Scholz-Arena, Aalen Toeschouwers: 13.500 Scheidsrechter: Deniz Aytekin (Oberasbach) |
| 16 augustus 2010 20:30 |                  |     |                | Stadion: Scholz-Arena, Aalen Toeschouwers: 13.500 Scheidsrechter: Deniz Aytekin (Oberasbach) |
|                        |                  |     |                |                                                                                              |

## Tweede ronde
De loting voor de tweede ronde vond plaats op 21 augustus 2010 De wedstrijden werden gespeeld op 26 en 27 oktober 2010.
|                       |                     |     |                                   | |
| 26 oktober 2010 19:00 | SC Victoria Hamburg | 1–3 | VfL Wolfsburg                     | Stadion: Millerntor-Stadion, Hamburg Toeschouwers: 7.000 Scheidsrechter: Christian Leicher (Weihmichl) |
| 26 oktober 2010 19:00 | Rahn 71'            |     | 17' Pekarík 52' Josué 55' Schäfer | Stadion: Millerntor-Stadion, Hamburg Toeschouwers: 7.000 Scheidsrechter: Christian Leicher (Weihmichl) |
| 26 oktober 2010 19:00 |                     |     |                                   | Stadion: Millerntor-Stadion, Hamburg Toeschouwers: 7.000 Scheidsrechter: Christian Leicher (Weihmichl) |
| 26 oktober 2010 19:00 |                     |     |                                   | Stadion: Millerntor-Stadion, Hamburg Toeschouwers: 7.000 Scheidsrechter: Christian Leicher (Weihmichl) |
|                       |                     |     |                                   | |

|                       |                                |     |            | |
| 26 oktober 2010 19:00 | TuS Koblenz                    | 2–1 | Hertha BSC | Stadion: Stadion Oberwerth, Koblenz Toeschouwers: 7.015 Scheidsrechter: Christian Bandurski (Oberhausen) |
| 26 oktober 2010 19:00 | Stahl 60' Steegmann 71' (pen.) |     | 88' Ramos  | Stadion: Stadion Oberwerth, Koblenz Toeschouwers: 7.015 Scheidsrechter: Christian Bandurski (Oberhausen) |
| 26 oktober 2010 19:00 |                                |     |            | Stadion: Stadion Oberwerth, Koblenz Toeschouwers: 7.015 Scheidsrechter: Christian Bandurski (Oberhausen) |
| 26 oktober 2010 19:00 |                                |     |            | Stadion: Stadion Oberwerth, Koblenz Toeschouwers: 7.015 Scheidsrechter: Christian Bandurski (Oberhausen) |
|                       |                                |     |            | |

|                       |                                      |     |                  | |
| 26 oktober 2010 19:00 | 1. FC Köln                           | 3–0 | TSV 1860 München | Stadion: RheinEnergieStadion, Keulen Toeschouwers: 24.500 Scheidsrechter: Markus Wingenbach (Diez) |
| 26 oktober 2010 19:00 | Lanig 59' Novakovič 79' Podolski 83' |     |                  | Stadion: RheinEnergieStadion, Keulen Toeschouwers: 24.500 Scheidsrechter: Markus Wingenbach (Diez) |
| 26 oktober 2010 19:00 |                                      |     |                  | Stadion: RheinEnergieStadion, Keulen Toeschouwers: 24.500 Scheidsrechter: Markus Wingenbach (Diez) |
| 26 oktober 2010 19:00 |                                      |     |                  | Stadion: RheinEnergieStadion, Keulen Toeschouwers: 24.500 Scheidsrechter: Markus Wingenbach (Diez) |
|                       |                                      |     |                  | |

|                       |                          |                     |                                  |                                                                                             |
| 26 oktober 2010 19:00 | SpVgg Greuther Fürth     | 2–4 (na Verlenging) | FC Augsburg                      | Stadion: Trolli Arena, Fürth Toeschouwers: 7,945 Scheidsrechter: Markus Schmidt (Stuttgart) |
| 26 oktober 2010 19:00 | Onuegbu 43' Sararer 109' |                     | 79', 120' Thurk 99', 111' Rafael | Stadion: Trolli Arena, Fürth Toeschouwers: 7,945 Scheidsrechter: Markus Schmidt (Stuttgart) |
| 26 oktober 2010 19:00 |                          |                     |                                  | Stadion: Trolli Arena, Fürth Toeschouwers: 7,945 Scheidsrechter: Markus Schmidt (Stuttgart) |
| 26 oktober 2010 19:00 |                          |                     |                                  | Stadion: Trolli Arena, Fürth Toeschouwers: 7,945 Scheidsrechter: Markus Schmidt (Stuttgart) |
|                       |                          |                     |                                  |                                                                                             |

|                       |                      |     |                   | |
| 26 oktober 2010 20:30 | 1. FC Kaiserslautern | 3–0 | Arminia Bielefeld | Stadion: Fritz-Walter-Stadion, Kaiserslautern Toeschouwers: 17.159 Scheidsrechter: Robert Hartmann (Krugzell) |
| 26 oktober 2010 20:30 | Lakić 11' 42' 48'    |     |                   | Stadion: Fritz-Walter-Stadion, Kaiserslautern Toeschouwers: 17.159 Scheidsrechter: Robert Hartmann (Krugzell) |
| 26 oktober 2010 20:30 |                      |     |                   | Stadion: Fritz-Walter-Stadion, Kaiserslautern Toeschouwers: 17.159 Scheidsrechter: Robert Hartmann (Krugzell) |
| 26 oktober 2010 20:30 |                      |     |                   | Stadion: Fritz-Walter-Stadion, Kaiserslautern Toeschouwers: 17.159 Scheidsrechter: Robert Hartmann (Krugzell) |
|                       |                      |     |                   | |

|                       |                            |     |             | |
| 26 oktober 2010 20:30 | Energie Cottbus            | 2–1 | SC Freiburg | Stadion: Stadion der Freundschaft, Cottbus Toeschouwers: 8.050 Scheidsrechter: Thorsten Kinhöfer (Herne) |
| 26 oktober 2010 20:30 | Kruska 38' (pen.) Jula 81' |     | 67' Cissé   | Stadion: Stadion der Freundschaft, Cottbus Toeschouwers: 8.050 Scheidsrechter: Thorsten Kinhöfer (Herne) |
| 26 oktober 2010 20:30 |                            |     |             | Stadion: Stadion der Freundschaft, Cottbus Toeschouwers: 8.050 Scheidsrechter: Thorsten Kinhöfer (Herne) |
| 26 oktober 2010 20:30 |                            |     |             | Stadion: Stadion der Freundschaft, Cottbus Toeschouwers: 8.050 Scheidsrechter: Thorsten Kinhöfer (Herne) |
|                       |                            |     |             | |

|                       |               |            |               | |
| 26 oktober 2010 20:30 | FSV Frankfurt | 0–1        | FC Schalke 04 | Stadion: Frankfurter Volksbank Stadion, Frankfurt Toeschouwers: 10.470 Scheidsrechter: Babak Rafati (Hannover) |
| 26 oktober 2010 20:30 |               | 12' Jurado |               | Stadion: Frankfurter Volksbank Stadion, Frankfurt Toeschouwers: 10.470 Scheidsrechter: Babak Rafati (Hannover) |
| 26 oktober 2010 20:30 |               |            |               | Stadion: Frankfurter Volksbank Stadion, Frankfurt Toeschouwers: 10.470 Scheidsrechter: Babak Rafati (Hannover) |
| 26 oktober 2010 20:30 |               |            |               | Stadion: Frankfurter Volksbank Stadion, Frankfurt Toeschouwers: 10.470 Scheidsrechter: Babak Rafati (Hannover) |
|                       |               |            |               | |

|                       |                        |     |                  |                                                                                              |
| 26 oktober 2010 20:30 | Bayern München         | 2–1 | SV Werder Bremen | Stadion: Allianz Arena, Munchen Toeschouwers: 64.000 Scheidsrechter: Michael Weiner (Giesen) |
| 26 oktober 2010 20:30 | Schweinsteiger 27' 75' |     | 2' Pizarro       | Stadion: Allianz Arena, Munchen Toeschouwers: 64.000 Scheidsrechter: Michael Weiner (Giesen) |
| 26 oktober 2010 20:30 |                        |     |                  | Stadion: Allianz Arena, Munchen Toeschouwers: 64.000 Scheidsrechter: Michael Weiner (Giesen) |
| 26 oktober 2010 20:30 |                        |     |                  | Stadion: Allianz Arena, Munchen Toeschouwers: 64.000 Scheidsrechter: Michael Weiner (Giesen) |
|                       |                        |     |                  |                                                                                              |

|                       |               |                             |              |                                                                                                |
| 27 oktober 2010 19:00 | Hallescher FC | 0–3                         | MSV Duisburg | Stadion: Red Bull Arena, Leipzig Toeschouwers: 4,629 Scheidsrechter: Robert Kempter (Sauldorf) |
| 27 oktober 2010 19:00 |               | 7' 33' Maierhofer 85' Grlić |              | Stadion: Red Bull Arena, Leipzig Toeschouwers: 4,629 Scheidsrechter: Robert Kempter (Sauldorf) |
| 27 oktober 2010 19:00 |               |                             |              | Stadion: Red Bull Arena, Leipzig Toeschouwers: 4,629 Scheidsrechter: Robert Kempter (Sauldorf) |
| 27 oktober 2010 19:00 |               |                             |              | Stadion: Red Bull Arena, Leipzig Toeschouwers: 4,629 Scheidsrechter: Robert Kempter (Sauldorf) |
|                       |               |                             |              |                                                                                                |

|                       |                                                              |     |                | |
| 27 oktober 2010 19:00 | Eintracht Frankfurt                                          | 5–2 | Hamburger SV   | Stadion: Commerzbank-Arena, Frankfurt am Main Toeschouwers: 39.400 Scheidsrechter: Florian Meyer (Burgdorf) |
| 27 oktober 2010 19:00 | Caio 13' Gekas 21' 45' Petrić 65' (e.d.) Altıntop 87' (pen.) |     | 23' 66' Petrić | Stadion: Commerzbank-Arena, Frankfurt am Main Toeschouwers: 39.400 Scheidsrechter: Florian Meyer (Burgdorf) |
| 27 oktober 2010 19:00 |                                                              |     |                | Stadion: Commerzbank-Arena, Frankfurt am Main Toeschouwers: 39.400 Scheidsrechter: Florian Meyer (Burgdorf) |
| 27 oktober 2010 19:00 |                                                              |     |                | Stadion: Commerzbank-Arena, Frankfurt am Main Toeschouwers: 39.400 Scheidsrechter: Florian Meyer (Burgdorf) |
|                       |                                                              |     |                | |

|                       |                     |     |                  | |
| 27 oktober 2010 19:00 | TSG 1899 Hoffenheim | 1–0 | FC Ingolstadt 04 | Stadion: Rhein-Neckar-Arena, Sinsheim Toeschouwers: 10.500 Scheidsrechter: Tobias Stieler (Obertshausen) |
| 27 oktober 2010 19:00 | Ba 63'              |     |                  | Stadion: Rhein-Neckar-Arena, Sinsheim Toeschouwers: 10.500 Scheidsrechter: Tobias Stieler (Obertshausen) |
| 27 oktober 2010 19:00 |                     |     |                  | Stadion: Rhein-Neckar-Arena, Sinsheim Toeschouwers: 10.500 Scheidsrechter: Tobias Stieler (Obertshausen) |
| 27 oktober 2010 19:00 |                     |     |                  | Stadion: Rhein-Neckar-Arena, Sinsheim Toeschouwers: 10.500 Scheidsrechter: Tobias Stieler (Obertshausen) |
|                       |                     |     |                  | |

|                       |                    |     |                 |                                                                                           |
| 27 oktober 2010 19:00 | Alemannia Aachen   | 2–1 | 1. FSV Mainz 05 | Stadion: New Tivoli, Aachen Toeschouwers: 25.657 Scheidsrechter: Peter Gagelmann (Bremen) |
| 27 oktober 2010 19:00 | Auer 26' Höger 60' |     | 68' Szalai      | Stadion: New Tivoli, Aachen Toeschouwers: 25.657 Scheidsrechter: Peter Gagelmann (Bremen) |
| 27 oktober 2010 19:00 |                    |     |                 | Stadion: New Tivoli, Aachen Toeschouwers: 25.657 Scheidsrechter: Peter Gagelmann (Bremen) |
| 27 oktober 2010 19:00 |                    |     |                 | Stadion: New Tivoli, Aachen Toeschouwers: 25.657 Scheidsrechter: Peter Gagelmann (Bremen) |
|                       |                    |     |                 |                                                                                           |

|                       |                                       |                              |                                     | |
| 27 oktober 2010 20:30 | Kickers Offenbach                     | 0–0 (na Verlenging) 4–2 pen. | Borussia Dortmund                   | Stadion: Stadion am Bieberer Berg, Offenbach am Main Toeschouwers: 25.000 Scheidsrechter: Knut Kircher (Rottenburg) |
| 27 oktober 2010 20:30 |                                       |                              |                                     | Stadion: Stadion am Bieberer Berg, Offenbach am Main Toeschouwers: 25.000 Scheidsrechter: Knut Kircher (Rottenburg) |
| 27 oktober 2010 20:30 | Strafschoppen                         |                              |                                     | Stadion: Stadion am Bieberer Berg, Offenbach am Main Toeschouwers: 25.000 Scheidsrechter: Knut Kircher (Rottenburg) |
| 27 oktober 2010 20:30 | Haas Feldhahn Kopilas Rathgeber Mehić |                              | Şahin Barrios Le Tallec Lewandowski | Stadion: Stadion am Bieberer Berg, Offenbach am Main Toeschouwers: 25.000 Scheidsrechter: Knut Kircher (Rottenburg) |
|                       |                                       |                              |                                     | |

|                       |               |                                           |                | |
| 27 oktober 2010 20:30 | SV Elversberg | 0–3                                       | 1. FC Nürnberg | Stadion: Waldstadion an der Kaiserlinde, Spiesen-Elversberg Toeschouwers: 3.600 Scheidsrechter: Patrick Ittrich (Hamburg) |
| 27 oktober 2010 20:30 |               | Schieber 43' Pinola 50' (pen.) Simons 74' |                | Stadion: Waldstadion an der Kaiserlinde, Spiesen-Elversberg Toeschouwers: 3.600 Scheidsrechter: Patrick Ittrich (Hamburg) |
| 27 oktober 2010 20:30 |               |                                           |                | Stadion: Waldstadion an der Kaiserlinde, Spiesen-Elversberg Toeschouwers: 3.600 Scheidsrechter: Patrick Ittrich (Hamburg) |
| 27 oktober 2010 20:30 |               |                                           |                | Stadion: Waldstadion an der Kaiserlinde, Spiesen-Elversberg Toeschouwers: 3.600 Scheidsrechter: Patrick Ittrich (Hamburg) |
|                       |               |                                           |                | |

|                       |               |                     |                      | |
| 27 oktober 2010 20:30 | Chemnitzer FC | 1–3 (na Verlenging) | VfB Stuttgart        | Stadion: Stadion an der Gellertstraße, Chemnitz Toeschouwers: 17.145 Scheidsrechter: Günter Perl (Pullach) |
| 27 oktober 2010 20:30 | Förster 73'   |                     | 79' 106' 118' Harnik | Stadion: Stadion an der Gellertstraße, Chemnitz Toeschouwers: 17.145 Scheidsrechter: Günter Perl (Pullach) |
| 27 oktober 2010 20:30 |               |                     |                      | Stadion: Stadion an der Gellertstraße, Chemnitz Toeschouwers: 17.145 Scheidsrechter: Günter Perl (Pullach) |
| 27 oktober 2010 20:30 |               |                     |                      | Stadion: Stadion an der Gellertstraße, Chemnitz Toeschouwers: 17.145 Scheidsrechter: Günter Perl (Pullach) |
|                       |               |                     |                      | |

|                       |                                        |                              |                                     | |
| 27 oktober 2010 20:30 | Borussia Mönchengladbach               | 1–1 (na Verlenging) 5–4 pen. | Bayer 04 Leverkusen                 | Stadion: Borussia-Park, Mönchengladbach Toeschouwers: 34.570 Scheidsrechter: Wolfgang Stark (Ergolding) |
| 27 oktober 2010 20:30 | Idrissou 109'                          |                              | 107' Derdiyok                       | Stadion: Borussia-Park, Mönchengladbach Toeschouwers: 34.570 Scheidsrechter: Wolfgang Stark (Ergolding) |
| 27 oktober 2010 20:30 | Strafschoppen                          |                              |                                     | Stadion: Borussia-Park, Mönchengladbach Toeschouwers: 34.570 Scheidsrechter: Wolfgang Stark (Ergolding) |
| 27 oktober 2010 20:30 | Marx de Camargo Idrissou Bradley Daems |                              | Vidal Rolfes Helmes Derdiyok Kadlec | Stadion: Borussia-Park, Mönchengladbach Toeschouwers: 34.570 Scheidsrechter: Wolfgang Stark (Ergolding) |
|                       |                                        |                              |                                     | |

## Derde ronde
De loting voor de derde ronde vond plaats op 31 oktober 2010 Zeven wedstrijden werden gespeeld op 21 en 22 december 2010. Twee duels werden uitgesteld naar 19 januari 2011 door het slechte weer/
|                        |                                   |              |                     |                                                                                                  |
| 21 december 2010 20:30 | 1899 Hoffenheim                   | 2 – 0        | Borussia M'gladbach | Stadion: Rhein-Neckar-Arena, Sinsheim Toeschouwers: 23.500 Scheidsrechter: Felix Brych (München) |
| 21 december 2010 20:30 | Gylfi Sigurðsson 35' Demba Ba 63' | (de) Verslag |                     | Stadion: Rhein-Neckar-Arena, Sinsheim Toeschouwers: 23.500 Scheidsrechter: Felix Brych (München) |
| 21 december 2010 20:30 |                                   |              |                     | Stadion: Rhein-Neckar-Arena, Sinsheim Toeschouwers: 23.500 Scheidsrechter: Felix Brych (München) |
| 21 december 2010 20:30 |                                   |              |                     | Stadion: Rhein-Neckar-Arena, Sinsheim Toeschouwers: 23.500 Scheidsrechter: Felix Brych (München) |
|                        |                                   |              |                     |                                                                                                  |

|                        |             |             |                      |                                                                                             |
| 21 december 2010 20:30 | FC Augsburg | 0 – 1       | FC Schalke 04        | Stadion: Impuls Arena, Augsburg Toeschouwers: 30.660 Scheidsrechter: Manuel Gräfe (Berlijn) |
| 21 december 2010 20:30 |             | (de) Report | 84' Jefferson Farfán | Stadion: Impuls Arena, Augsburg Toeschouwers: 30.660 Scheidsrechter: Manuel Gräfe (Berlijn) |
| 21 december 2010 20:30 |             |             |                      | Stadion: Impuls Arena, Augsburg Toeschouwers: 30.660 Scheidsrechter: Manuel Gräfe (Berlijn) |
| 21 december 2010 20:30 |             |             |                      | Stadion: Impuls Arena, Augsburg Toeschouwers: 30.660 Scheidsrechter: Manuel Gräfe (Berlijn) |
|                        |             |             |                      |                                                                                             |

|                        |                |              |                                                   | |
| 22 december 2010 19:00 | VfL Wolfsburg  | 1 – 3        | Energie Cottbus                                   | Stadion: Volkswagen Arena, Wolfsburg Toeschouwers: 10.801 Scheidsrechter: Peter Gagelmann (Bremen) |
| 22 december 2010 19:00 | Edin Džeko 56' | (de) Verslag | 1' Nils Petersen 40' Shao Jiayi 43' Nils Petersen | Stadion: Volkswagen Arena, Wolfsburg Toeschouwers: 10.801 Scheidsrechter: Peter Gagelmann (Bremen) |
| 22 december 2010 19:00 |                |              |                                                   | Stadion: Volkswagen Arena, Wolfsburg Toeschouwers: 10.801 Scheidsrechter: Peter Gagelmann (Bremen) |
| 22 december 2010 19:00 |                |              |                                                   | Stadion: Volkswagen Arena, Wolfsburg Toeschouwers: 10.801 Scheidsrechter: Peter Gagelmann (Bremen) |
|                        |                |              |                                                   | |

|                        |                   |              |                                      | |
| 22 december 2010 19:00 | 1. FC Köln        | 1 – 2        | MSV Duisburg                         | Stadion: RheinEnergieStadion, Keulen Toeschouwers: 44.500 Scheidsrechter: Knut Kircher (Rottenburg) |
| 22 december 2010 19:00 | Simon Terodde 84' | (de) Verslag | 3' Stefan Maierhofer 76' Julian Koch | Stadion: RheinEnergieStadion, Keulen Toeschouwers: 44.500 Scheidsrechter: Knut Kircher (Rottenburg) |
| 22 december 2010 19:00 |                   |              |                                      | Stadion: RheinEnergieStadion, Keulen Toeschouwers: 44.500 Scheidsrechter: Knut Kircher (Rottenburg) |
| 22 december 2010 19:00 |                   |              |                                      | Stadion: RheinEnergieStadion, Keulen Toeschouwers: 44.500 Scheidsrechter: Knut Kircher (Rottenburg) |
|                        |                   |              |                                      | |

|                        |                                      |                                |                             |                                                                                          |
| 22 december 2010 20:30 | Alemannia Aachen                     | 1 – 1 (na extra tijd) 5–3 pen. | Eintracht Frankfurt         | Stadion: New Tivoli, Aachen Toeschouwers: 32.160 Scheidsrechter: Michael Weiner (Hasede) |
| 22 december 2010 20:30 | Marco Höger 93'                      | (de) Verslag                   | 98' Martin Fenin            | Stadion: New Tivoli, Aachen Toeschouwers: 32.160 Scheidsrechter: Michael Weiner (Hasede) |
| 22 december 2010 20:30 | Strafschoppen                        |                                |                             | Stadion: New Tivoli, Aachen Toeschouwers: 32.160 Scheidsrechter: Michael Weiner (Hasede) |
| 22 december 2010 20:30 | Junglas Achenbach Arslan Stehle Auer |                                | Fenin Meier Caio Amanatidis | Stadion: New Tivoli, Aachen Toeschouwers: 32.160 Scheidsrechter: Michael Weiner (Hasede) |
|                        |                                      |                                |                             |                                                                                          |

|                        |                                                                    |              | | |
| 22 december 2010 20:30 | VfB Stuttgart                                                      | 3 – 6        | Bayern München                                                                                             | Stadion: Mercedes-Benz Arena, Stuttgart Toeschouwers: 40.500 Scheidsrechter: Florian Meyer (Burgdorf) |
| 22 december 2010 20:30 | Pavel Pogrebnjak 32' Pavel Pogrebnjak 45+1' Matthieu Delpierre 77' | (de) Verslag | 6' Andreas Ottl 8' Mario Gómez 52' Miroslav Klose 81' Thomas Müller 86' Miroslav Klose 90+4' Franck Ribéry | Stadion: Mercedes-Benz Arena, Stuttgart Toeschouwers: 40.500 Scheidsrechter: Florian Meyer (Burgdorf) |
| 22 december 2010 20:30 |                                                                    |              | | Stadion: Mercedes-Benz Arena, Stuttgart Toeschouwers: 40.500 Scheidsrechter: Florian Meyer (Burgdorf) |
| 22 december 2010 20:30 |                                                                    |              | | Stadion: Mercedes-Benz Arena, Stuttgart Toeschouwers: 40.500 Scheidsrechter: Florian Meyer (Burgdorf) |
|                        |                                                                    |              | | |

|                 |                   |                                   |                |                                           |
| 19 januari 2011 | Kickers Offenbach | 0 – 2                             | 1. FC Nürnberg | Stadion: Bieberer Berg, Offenbach am Main |
| 19 januari 2011 |                   | 20' Timmy Simons 66' Timmy Simons |                | Stadion: Bieberer Berg, Offenbach am Main |
| 19 januari 2011 |                   |                                   |                | Stadion: Bieberer Berg, Offenbach am Main |
| 19 januari 2011 |                   |                                   |                | Stadion: Bieberer Berg, Offenbach am Main |
|                 |                   |                                   |                |                                           |

|                 |                   |       |                                                                |                                     |
| 19 januari 2011 | TuS Koblenz       | 1 – 4 | 1. FC Kaiserslautern                                           | Stadion: Stadion Oberwerth, Koblenz |
| 19 januari 2011 | Thomas Klasen 17' |       | 54' Srđan Lakić 59' Srđan Lakić 64' Adam Nemec 65' Srđan Lakić | Stadion: Stadion Oberwerth, Koblenz |
| 19 januari 2011 |                   |       |                                                                | Stadion: Stadion Oberwerth, Koblenz |
| 19 januari 2011 |                   |       |                                                                | Stadion: Stadion Oberwerth, Koblenz |
|                 |                   |       |                                                                |                                     |

## Kwartfinale
De loting voor deze ronde vond plaats op 22 december 2010. De wedstrijden werden gespeeld op 25 en 26 januari 2011.
|                       |                                                           |              |                                        |                                                                    |
| 25 januari 2011 20:30 | FC Schalke 04                                             | 3 – 2 (n.v.) | 1. FC Nürnberg                         | Veltins-Arena Toeschouwers: 49.191 Scheidsrechter: Peter Gagelmann |
| 25 januari 2011 20:30 | Mario Gavranović 14' Ivan Rakitić 58' Julian Draxler 119' | Verslag      | 4' Julian Schieber 32' Julian Schieber | Veltins-Arena Toeschouwers: 49.191 Scheidsrechter: Peter Gagelmann |

|                       |                 |         |                 |                                                                           |
| 26 januari 2011 19:00 | Energie Cottbus | 1 – 0   | 1899 Hoffenheim | Stadion der Freundschaft Toeschouwers: 15.220 Scheidsrechter: Günter Perl |
| 26 januari 2011 19:00 | Shao Jiayi 84'  | Verslag |                 | Stadion der Freundschaft Toeschouwers: 15.220 Scheidsrechter: Günter Perl |

|                       |                  |         |                                                                      |                                                                |
| 26 januari 2011 20:30 | Alemannia Aachen | 0 – 4   | Bayern München                                                       | Neu Tivoli Toeschouwers: 32,190 Scheidsrechter: Michael Weiner |
| 26 januari 2011 20:30 |                  | Verslag | 26' Mario Gómez 75' Thomas Müller 80' Thomas Müller 88' Arjen Robben | Neu Tivoli Toeschouwers: 32,190 Scheidsrechter: Michael Weiner |

|                       |                                     |         |                      |                                                                            |
| 26 januari 2011 20:30 | MSV Duisburg                        | 2 – 0   | 1. FC Kaiserslautern | Schauinsland-Reisen-Arena Toeschouwers: 22.917 Scheidsrechter: Felix Brych |
| 26 januari 2011 20:30 | Branimir Bajić 36' Goran Šukalo 58' | Verslag |                      | Schauinsland-Reisen-Arena Toeschouwers: 22.917 Scheidsrechter: Felix Brych |

## Halve finale
De loting voor de halve finale vond plaats op 30 januari 2011 om 18:00 uur tijdens een uitzending van ARD-Sportschau. De wedstrijden werden gespeeld op 1 en 2 maart 2011.
|                          |                                        |              |                          |                                                                               |
| 1 maart 2011 20:30 UTC+1 | MSV Duisburg                           | 2 – 1        | Energie Cottbus          | Schauinsland-Reisen-Arena Toeschouwers: 31.500 Scheidsrechter: Michael Weiner |
| 1 maart 2011 20:30 UTC+1 | Stefan Maierhofer 24' Srđan Baljak 54' | (de) Verslag | 78' (pen.) Nils Petersen | Schauinsland-Reisen-Arena Toeschouwers: 31.500 Scheidsrechter: Michael Weiner |

|                          |                |              |               |                                                                  |
| 2 maart 2011 20:30 UTC+1 | Bayern München | 0 – 1        | FC Schalke 04 | Allianz Arena Toeschouwers: 69.000 Scheidsrechter: Florian Meyer |
| 2 maart 2011 20:30 UTC+1 |                | (de) Verslag | 15' Raúl      | Allianz Arena Toeschouwers: 69.000 Scheidsrechter: Florian Meyer |

## Finale
|                         |              |              | |                                                                             |
| 21 mei 2011 20:00 UTC+2 | MSV Duisburg | 0 – 5        | FC Schalke 04                                                                                                  | Olympiastadion, Berlijn Toeschouwers: 75.708 Scheidsrechter: Wolfgang Stark |
| 21 mei 2011 20:00 UTC+2 |              | (de) Verslag | 18' Julian Draxler 22' Klaas-Jan Huntelaar 42' Benedikt Höwedes 55' José Manuel Jurado 70' Klaas-Jan Huntelaar | Olympiastadion, Berlijn Toeschouwers: 75.708 Scheidsrechter: Wolfgang Stark |